# 더 자이언트
《더 자이언트》(영어: Yak: The Giant King, 태국어: ยักษ์)는 2012년 공개된 태국의 애니메이션 영화이다.

## 줄거리
태국 애니메이션 영화 "더 자이언트"는 라마야나 이야기를 미래적인 로봇 세계관으로 재해석한 작품이다. 거대한 전쟁 후 황량한 황무지에 홀로 남겨진 거대 로봇 나 키우(Na Kiew)는 기억을 잃은 작고 깡통 로봇 자오 푸악을 만나 친구가 된다. 둘은 모든 로봇의 창조주인 람을 찾아 황무지를 가로지르는 여정을 시작한다. 이 여정에서 그들은 고철 수집가 로봇들과 여러 조력자 및 적대적 로봇들을 만나며 모험을 펼친다.
나 키우는 겉으로는 순진하고 세상의 아름다움만을 보는 거대한 로봇이지만, 그의 내면에는 라바나의 모습이 숨겨져 있다. 반면, 자오 푸악은 작지만 영리하고 재치 있는 로봇으로, 실제로는 람의 위대한 전사이자 원숭이 왕 하누만이다. 여정 중, 그들은 라바나의 열렬한 팬이자 무기 수집가인 거대 로봇 쿠룸, 수줍음 많고 녹이 슨 소녀 로봇 사님, 냉소적인 새 로봇 사다유 등 다양한 로봇들을 만난다. 또한 고철을 찾아 파는 고크, 이유도 없이 산을 오르는 브룩스, 오랜 시간 도시에서 로봇을 수리하며 과거 이야기를 아는 메카닉 삼촌 등의 캐릭터들도 등장한다.
영화에서 람은 외부 세계에 떠 있는 인공위성으로, 로봇 세계를 통제하는 컴퓨터의 두뇌 역할을 한다. 람은 창조와 파괴를 할 수 있는 강력한 존재로, 라마야나의 라마와 같은 존재이다. 한편, 태양 로봇은 거대한 금속 공 모양으로, 항상 불타는 얼굴을 가지고 있으며, 로봇 세계에 빛을 제공하는 임무를 수행한다. 영화는 나 키우와 자오 푸악이 람을 찾아가는 여정을 통해 우정과 용기, 그리고 자신을 찾아가는 과정을 보여준다.

## 배역

### 한국판 성우진
- 김준현 - 토사칸 / 빅그린
- 정범균 - 하누만 / 무무
- 김지민 - 녹순이
- 사성웅 - 쿰파칸
- 한상덕
- 조현정
- 하성용
- 전해리
- 오병조
- 정성훈
- 소정환